# Corne de gazelle
La corne de gazelle (de l'arabe qarn eghzel, قرن الغزال) est une pâtisserie maghrébine en forme de croissant, à base d'amandes.
C'est une patisserie appelée tcharek ou tcharak (de l'arabe algérien تشاراك qui signifie « croissant ») en Algérie, alors qu'elle prend pour nom kaʿb al ḡazāl (arabe : كعب الغزال et en amazighe : ⴰⵡⵔⵣ ⵏ ⵓⵎⵍⴰⵍ, signifiant « talon de gazelle ») au Maroc et aussi en Algérie, notamment à Tlemcen.
En forme de petits croissants dont le cœur moelleux contient de la pâte d'amande, de la cannelle et de l'eau de fleur d'oranger, elles sont préparées à base de pâte d'amande enrobée de fine pâte sablée parfumée à l'eau de fleur d'oranger.

## Étymologie
L'appellation Tcharak rencontrée en Algérie, notamment à Alger, viendrait d'un composé persan via le Turc ottoman چاریك (tcheyrek) signifiant un quart c'est la contraction de çeyrek ay, « quart de lune (croissant) ».
Dans l'Est algérien, cette pâtisserie est appelée qarn eghzel, (قرن الغزال).

## Fabrication
La corne de gazelle est réalisée de façon traditionnelle à base d’une farce d’amandes et de pain de sucre pilés. Puis le beurre est ajouté au mélange qui est malaxé à la main pour être ensuite parfumé. La pâte d'amande obtenue est façonnée en forme de doigts de 10 à 12 centimètres et cuite au four sur une température moyenne. Les gâteaux semi-finis obtenus sont laissés à reposer une demi-journée avant d'être saupoudrés de riz pilé ou d'amidon fait maison.
Plus tard, un drap est étalé sur une surface plate avec du sucre glace dessus et les gâteaux y sont roulés plusieurs fois pour que le sucre en poudre s'y colle.
La pâtisserie obtenue est dure à l'extérieur mais le cœur est moelleux.

## Variétés
Il existe plusieurs variétés de cornes de gazelle, dont les plus connues :
- tcharak msaker (arabe : التشاراك المسكر) [12] (signifie en arabe algérien « tcharak saupoudré de sucre »), spécialité qui est confectionnée principalement avec de la pâte d'amandes, parfumée à l'eau de fleur d'oranger et, comme son nom l'indique, saupoudrée au tamis avec du sucre glace ;
- tcharak el ariane[13] (signifie en arabe algérien « tcharak dénudé »), ou qmirates, spécialité sablée non enrobée de sucre glace comme les autres tcharak et ayant une forme particulière en croissant de viennoiserie. Cependant, cette variété est souvent décorée d'amandes concassées ou effilées, de pistaches et plus rarement de noix de coco ;
- tcharek glacé, spécialité qui reste proche des autres tcharak, mais la décoration est plus esthétique. Après cuisson, cette corne de gazelle reçoit immédiatement un glaçage coloré et fruité. On découvre parfois des décorations et des glaçages très originaux de toutes couleurs, formes ou motifs (fleurs, paillettes, rubans…) ;
- tcharek maasel (signifie en arabe algérien « tcharak de miel »), comme son nom l'indique, cette variété est plongée en fin de cuisson dans un sirop de miel parfumé à l'eau de fleur d'oranger et d'agrumes. Elle se distingue par sa forme torsadée ;
- tcharek nakache (signifie en arabe algérien « tcharak pincé »), spécialité qui est très souvent préparée à base de pâte de datte en guise de farce, puis décoré avec une pince à pâte lui donnant aspect décoratif « pincé » ;
- kâab mfendine (arabe : الكعاب مفندين), spécialitée originaire de Rabat, qui est recouverte de sucre en poudre au lieu d'être roulée dans la pâte fine[14],[10].

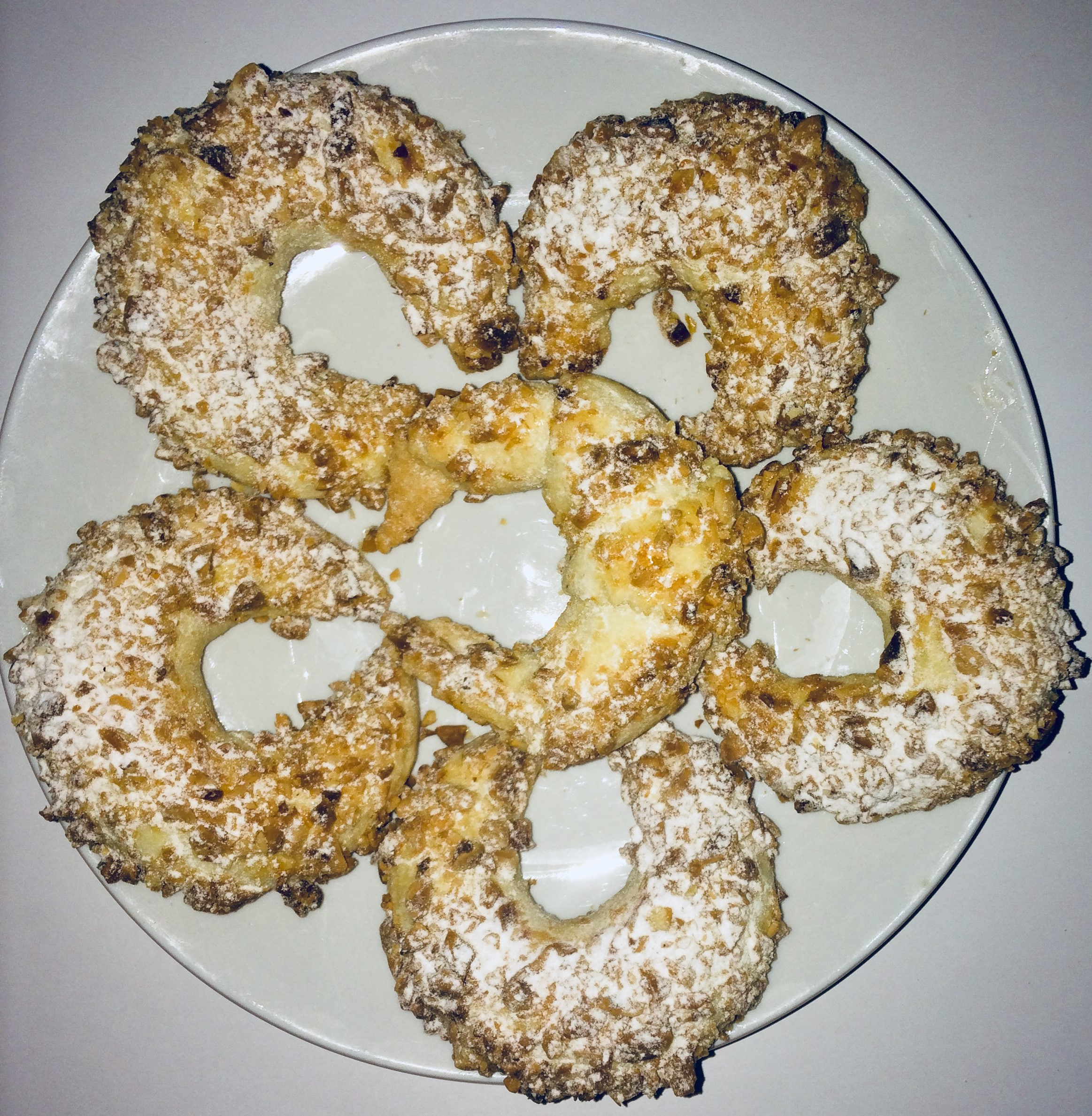
Tcharek el ʿāryān garni de fruits secs concassés.

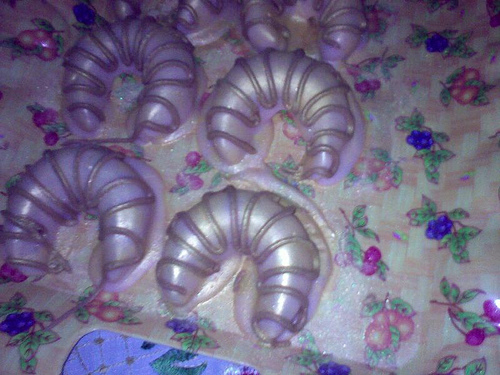
Tcharak b eṭṭalyā glacé.

## Consommation
La corne de gazelle est très consommée durant la fête religieuse de l'Aïd el-Fitr, mais aussi dans les fêtes telles que les circoncisions, les mariages ou la naissance d'un enfant,.
Le poète andalou Ibn Quzman fait référence aux cornes de gazelle dans un zadjal du XIIe siècle qui évoque les célébrations du Yennayer à Cordoue.
Les cornes de gazelle sont souvent servies en accompagnement lors du rituel du thé à la menthe.